# سرفايفر سيريس (1998)
سرفايفر سيريس 1998 هو عرض مصارعة محترفة من فئة الدفع مقابل المشاهدة وهو العرض الثاني عشر من سلسلة عروض سرفايفر سيريس. تم عرضه في 15 نوفمبر 1998.

## وصلات خارجية
- Official 1998 Survivor Series site